# Woodville (Derbyshire)
Woodville è un villaggio e parrocchia civile dell'Inghilterra, appartenente alla contea del Derbyshire.